# チリコンカーン

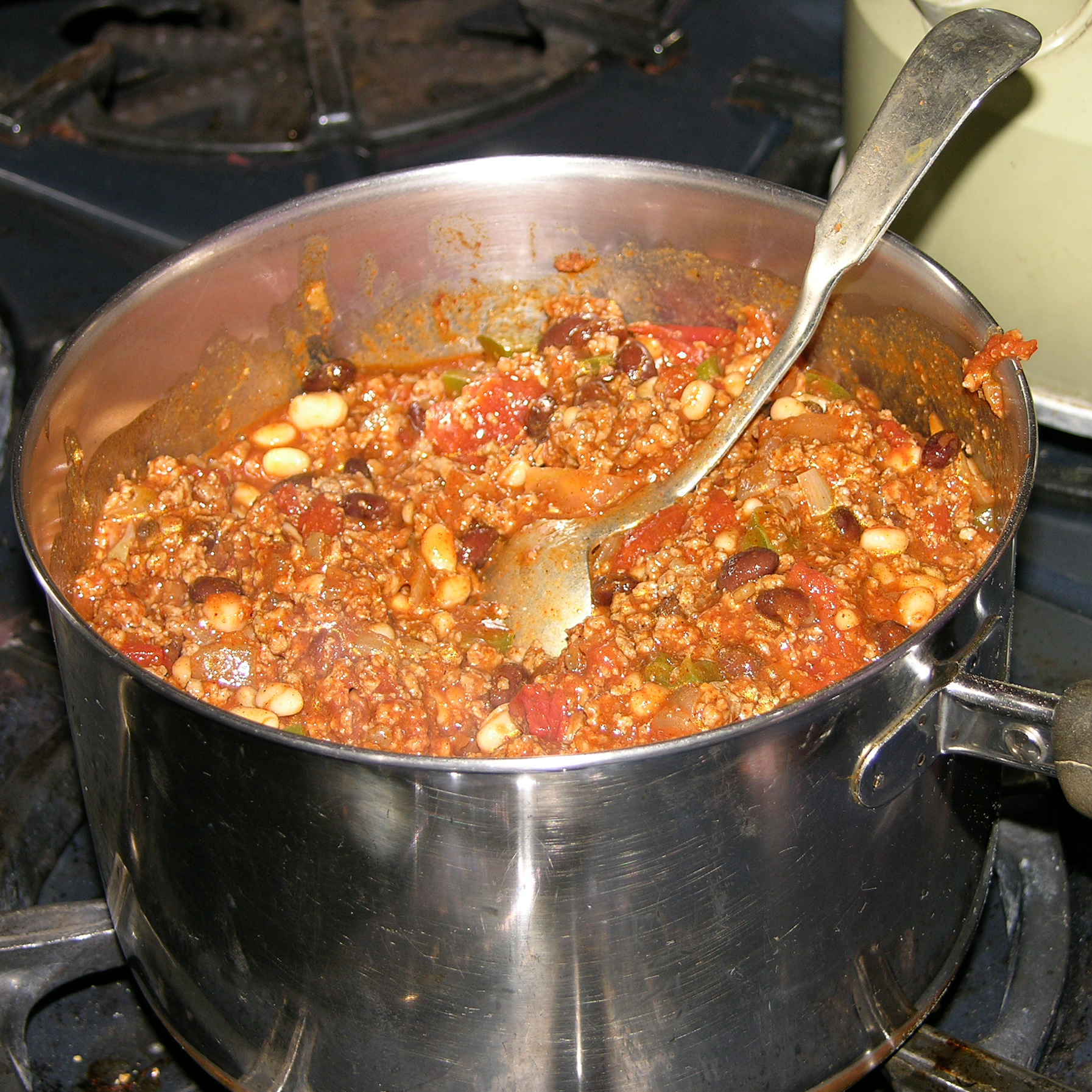
鍋の中のチリコンカルネ

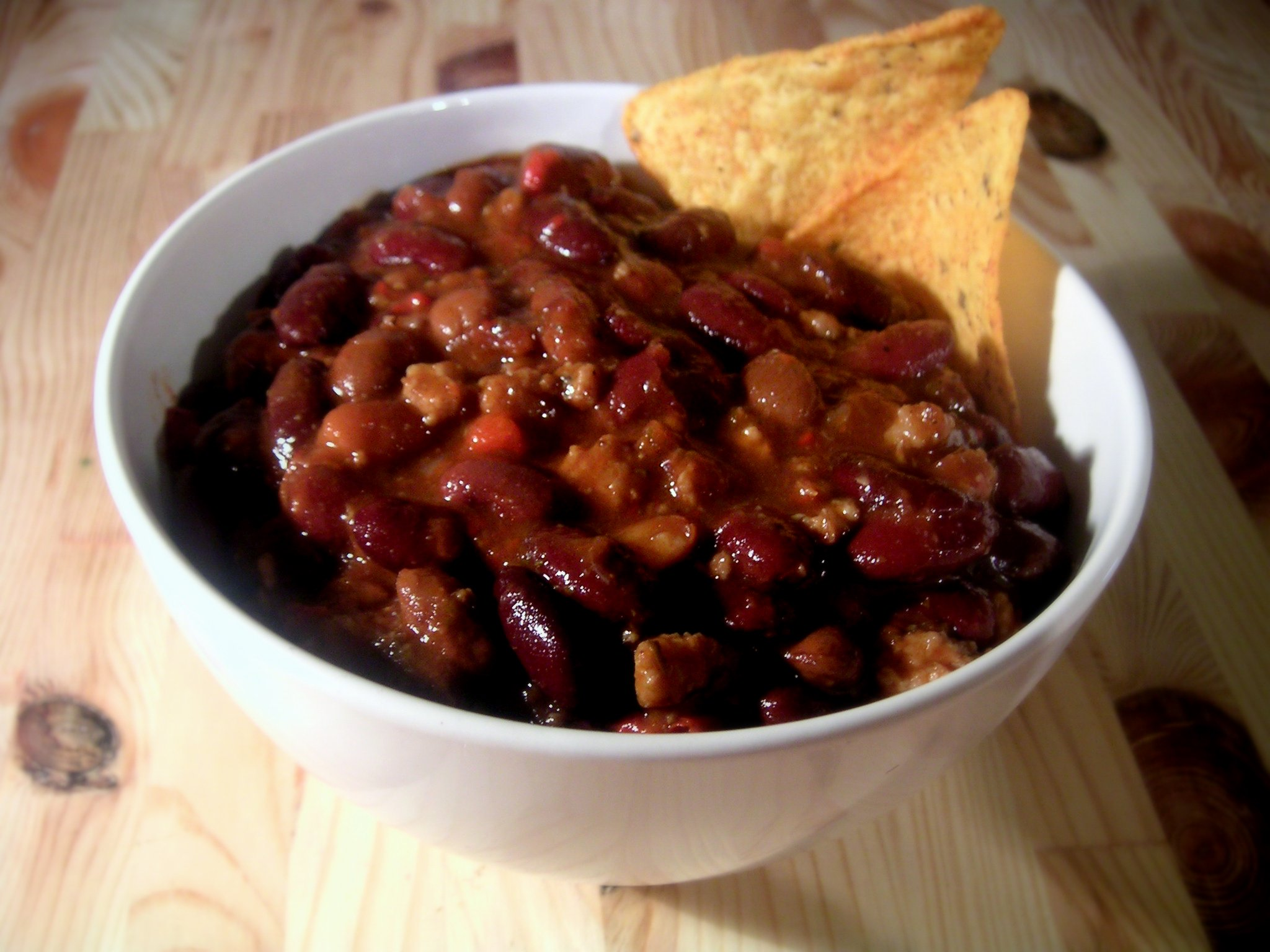
チリコンカルネ

チリコンカーン（チリコンカン、英語: chili con carne、スペイン語: chile con carne）は、ひき肉・たまねぎを炒め、そこにいんげん豆など、トマト、チリパウダーなどの香辛料を加えて煮込んだ料理で、代表的なメキシコ料理やテクス・メクス料理。チリ・コン・カルネまたはチレ・コン・カルネとも。

## 概要
代表的なメキシコ料理、テクス・メクス料理であり、アメリカ合衆国の国民食のひとつと位置付けられている。
起源はメキシコ北部〜南部アメリカに由来するメキシコ料理である。揚げたトルティーヤ（トルティージャ、トルティーリャ）を主に肉（カルネ〈carne〉）やチーズやフリホレス（豆煮込み）、サルサと共に食べる。
元のスペイン語ではチレ・コン・カルネと発音する。ヒスパニック系アメリカ人の多いアメリカ合衆国南西部では、非ヒスパニック系の間でも、よりスペイン語に近いチリコンカルネと呼ぶこともある。米国の英語話者の間では、chile con carne を英語風に「チリコンカーニー」 (chi-lē-ˌkän-ˈkär-nē)  と発音し、実際は単に「チリ」という略称で呼ぶことが多い。
チリコンカーンのレシピは、19世紀半ばにメキシコから独立しアメリカ合衆国に併合されたテキサス州南部で考案されたと言われており、テキサス州はこれを「州の料理」に指定している。庶民考案の料理らしく、レシピの起源に関する信頼できる情報が乏しく、直接の起源となった出来事や、その詳細な発生日時は判明していない。時代が下るにつれてレシピが洗練され、ファーストフードチェーンや一般の食堂でも提供されるようになった。日本においても学校給食として採用されている地域がある。
挽肉とタマネギを炒め、そこにトマト、チリパウダー、水煮したインゲンマメ（金時豆、赤いんげん豆やピントビーンズなど）などを加えて煮込んだものが最もよく知られている。肉は牛肉であることが多いが、豚肉、鶏肉、シチメンチョウの肉などでも作られる。仕上げにマサやオートミールでとろみをつけることが多い。バーベキューソースで味をつけたり、シナモン、コーヒー、チョコレートなどを隠し味に用いることもある。
豆の入ったチリを「チリ・ビーンズ」、豆の入らないものを単に「チリ」または「チリ・ノー・ビーンズ」と呼び分ける場合もあるが、厳密に定義されているわけではない。チリを供する際にはおろしたチェダーチーズをふりかけたり、クラッカーを添えて、各自が食べる前に砕いて入れることも多い。
チリはアメリカの文化に深く根付いており、『シンプソンズ』や『サウスパーク』などのアニメ作品でもストーリーの中で重要な役割を果たしたりする。また、『刑事コロンボ』の主人公、コロンボ警部の好物としてドラマ内で、よく名前が登場する。アメリカ合衆国の大学給食 ではクラムチャウダーと並んでポピュラーなメニューである。

## 歴史

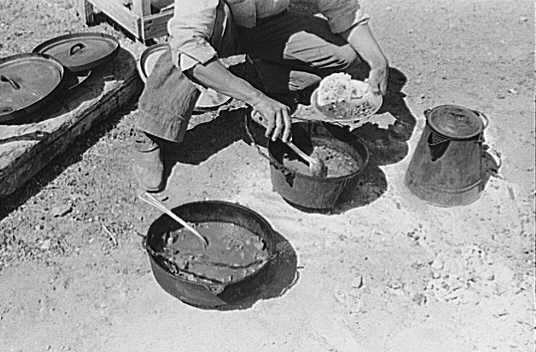
チリコンカーンを煮るカウボーイ。テキサス州マーファ、1939年

名称はスペイン語で「肉入りトウガラシ」を意味するが、チリコンカーンの起源ははっきりしない。肉をトウガラシ、ハーブ、香辛料と煮込んだテハーノの料理が起源とも、カウボーイのペミカンに似た保存食が起源とも推測されている。1835年にはサンアントニオで粉唐辛子やオレガノ、クミン、ガーリックパウダー等を配合したチリパウダーが発明された。
1880年代には、色鮮やかな民族衣装を身につけた「チリ・クィーン」と呼ばれるヒスパニック系の売り子たちがサンアントニオの繁華街でチリを売るようになり、サンアントニオの名物となった。1893年のシカゴ万国博覧会では、「サンアントニオ・チリ・スタンド」という売店が設置され、南西部以外のアメリカ人にもチリの味を広めた。第二次世界大戦までには、テキサス州や他州のテキサス州出身者が多く住む地域で、チリ・パーラーというチリ専門店が繁盛するようになった。
チリが全米に普及したのは、1930年代の世界恐慌や、肉類が配給制になった第二次世界大戦がきっかけである。肉が手に入りにくくなった時、挽肉にいんげん豆やトマトを入れてボリュームのある汁物仕立てにしたチリは家庭で重宝された。現在最も一般的なトマトや豆の入ったチリは中西部で生まれたもので、あまり辛くなく、香辛料の使い方も南西部のチリとは異なっている。テキサス州のチリにはいんげん豆もトマトも入っていなかったが、1920年代あたりになって中西部でチリに豆が入れられるようになり、1930年代から1940年代になってトマトが入るようになった。クラッカーやチーズを入れる食べ方も中西部で生まれた習慣である。
さらにアメリカ軍のレーションに取り入れられた事から、第二次世界大戦中後には、アメリカの同盟国・被占領国にも広まった。例えばイギリスで食事を供するパブにおいて、ランチメニューのひとつになっている。

## バリエーション

### テキサス風チリ

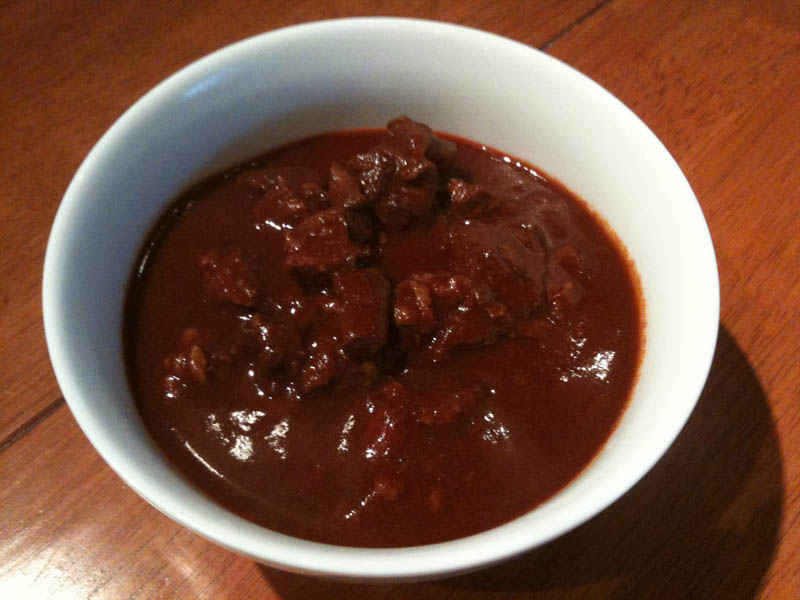
テキサス風チリ

テキサス州本来のチリには、トウガラシ以外の野菜は入らない。肉は牛肉または仔牛肉が好まれ、ペカン大に切るか粗挽きにして用いる。副菜として煮込んだいんげん豆（フリホレス）を供することはあるが、豆をチリに入れるのは邪道とされる。

### シンシナティ・チリ

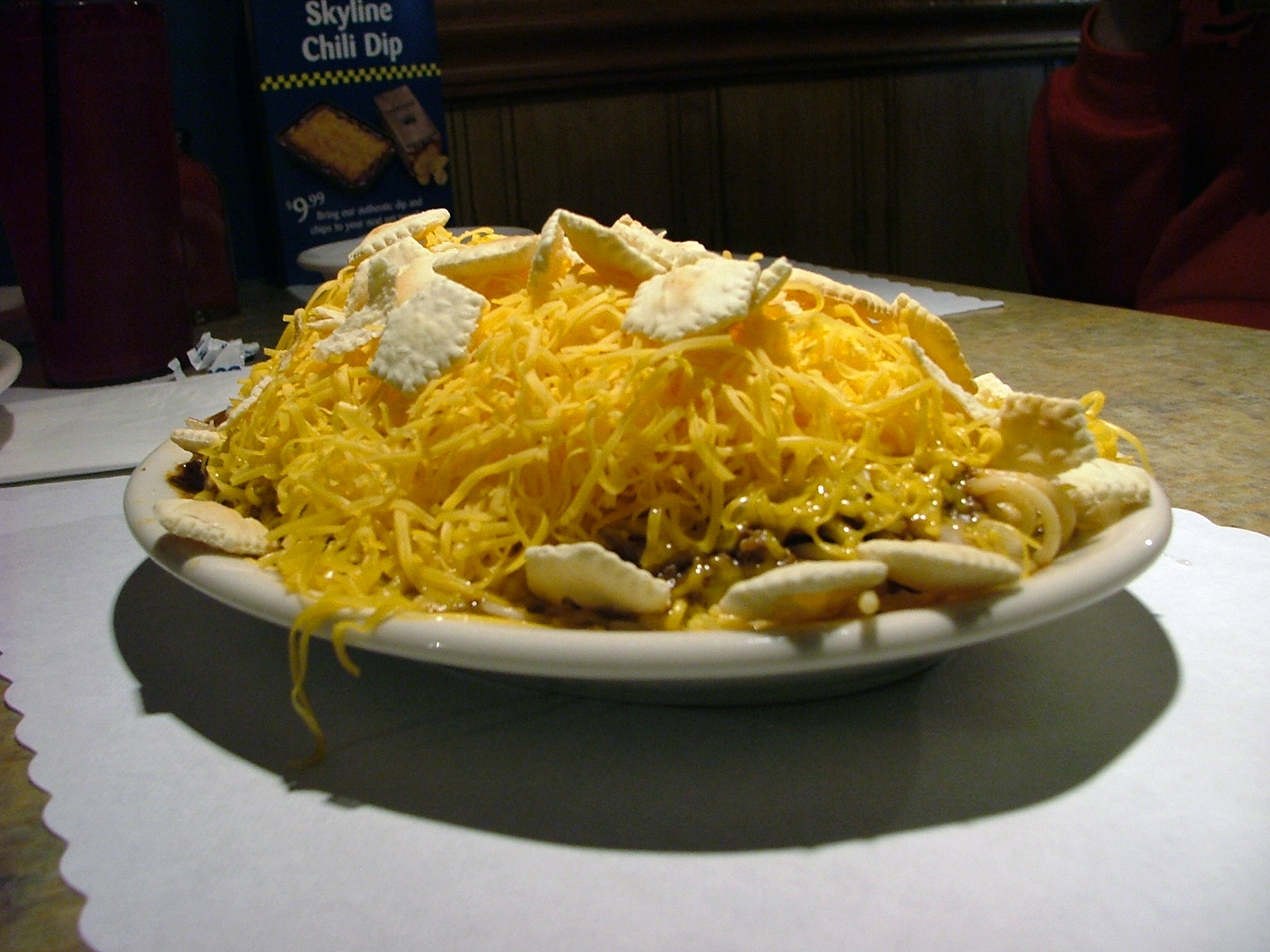
アメリカのチェーン店「スカイライン・チリ」のシンシナティスタイルの"フォーウェイ"・チリ

オハイオ州シンシナティの名物シンシナティ・チリは、マケドニアからの移民が1920年代に考案したものである。普通のチリよりも汁気が多く、シナモンで風味をつけてあるため味も独特である。見た目がチリコンカーンと似たチリソースをホットドッグやスパゲッティの上にかけて食べる点が特徴で、チリとスパゲッティだけの組み合わせをトゥーウェイ (2-way)、これにおろしたチェダーチーズ、豆、刻みタマネギのどれかをトッピングするとスリーウェイ、どれか二つをトッピングするとフォーウェイ、3つ全てトッピングするとファイブウェイと呼ばれる。

### ベジタリアン・チリ

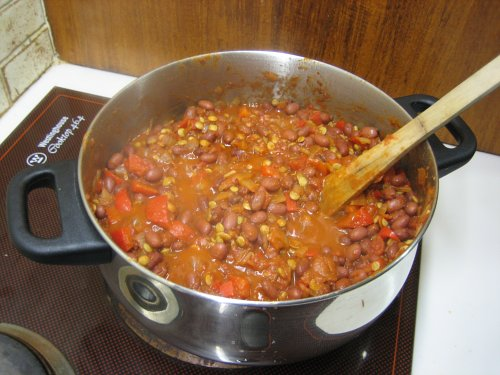
チリシンカーン

ベジタリアン・チリあるいはチリシンカーン (chili sin carne) は、肉の代わりに豆を主体とするか、グルテンミートなど植物性タンパク質由来の挽肉代用品を使用したチリである。色々な野菜を刻んで加えたり、豆を数種類用いて味に変化をつけることが多い。

### その他

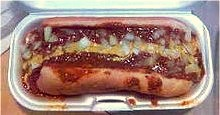
チリドッグ

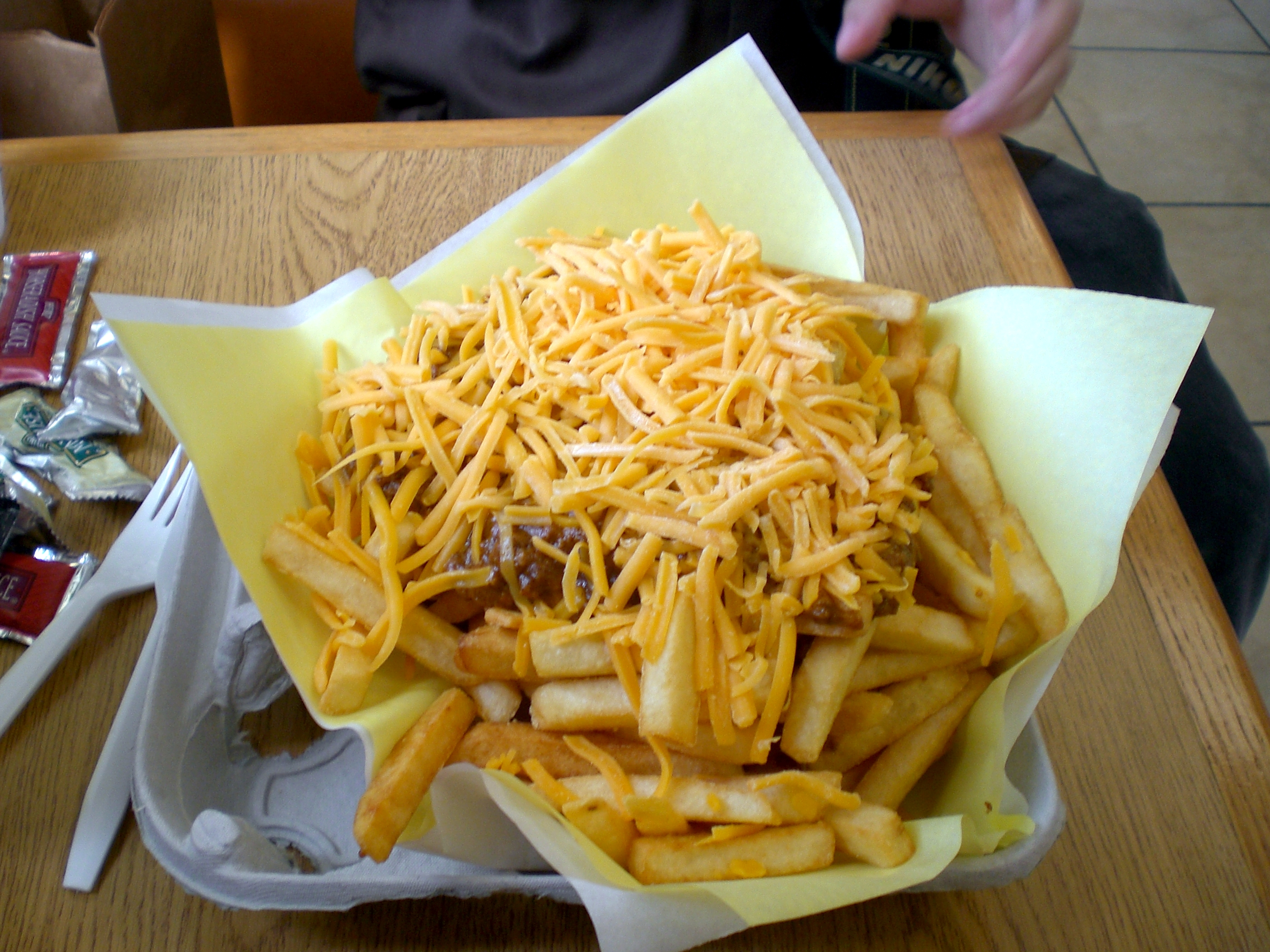
チリチーズフライ

ホットドッグに豆の入らないチリをかけたチリドッグや、ナチョスのトッピングとしても人気がある。ルイジアナ州に近い米作の盛んなテキサス州東部では、ガンボの食べ方と似た、炊いた白飯にチリをかける食べ方がある。チリにマカロニなどショートパスタを加えたチリ・マック (chili mac) はアメリカ軍のMREのメニューの一つでもある。

## チリ・クックオフ
チリ・クックオフは、調理者が各自のチリコンカーンのレシピで味を競い合う、アメリカ合衆国の社交行事である。クックオフは、単にレシピを共有して食べる事を楽しむための非公式の集いから、公式の審査団と高額の賞金をともなう大規模なイベントまでさまざまである。
チリ賞味振興会インターナショナル (Chili Appreciation Society International, CASI) は100万ドルを超える慈善金を集める、年間で550のクックオフを公認している。これらのクックオフのすべての公認を手がけるCASI法人は、クックオフの結果を一覧にして、毎年11月の第一土曜日にテキサス州ターリングアで「ターリングア国際チリ選手権」を開催している。
国際チリ振興会 (International Chili Society, ICS) は、資金を調達するための行事としてチリ・クックオフを開催している。その年に一度のクックオフは大規模で、数万人の参加者が戦う地域の予選イベントを通過し、10月にクックオフ世界選手権が開催される。ICSは数十万ドルの賞金を勝者に与え、さらに数百万ドルの募金を集める。